# Sadeq Hedayat
Sadeq Hedayat (persa: صادق هدایت; Teherán, Irán; 17 de febrero de 1903 - París, Francia; 9 de abril de 1951) fue un escritor, traductor y narrador iraní.

## Biografía
Sadeq Hedayat nació en el seno de una familia aristocrática el 17 de febrero de 1903 en Teherán, Irán. Se formó en el Liceo Francés de la capital. Por entonces escribió dos narraciones entre las cuales destaca El hombre y el animal, en la que habla de los afectos y sentimientos de los animales. También comenzó una dieta vegetariana en esa época; tras licenciarse, en 1925 fue elegido entre un grupo selecto de estudiantes para viajar a Europa para continuar sus estudios; inicialmente estudia para dentista en París, pero renuncia y marcha a Bélgica a estudiar ingeniería; también deja esta carrera y vuelve a París; allí intenta suicidarse, pero es salvado por un pescador. Tras pasar cuatro años en Europa, Sadeq Hedayat regresó a Irán sin haber concluido ninguna licenciatura, y empieza a trabajar en la banca nacional; en este periodo escribió una carta a un amigo en la que se lamentaba del destino y de su propia vida personal. Decide viajar a la India, donde empezó a aprender la lengua pahlavi de un sabio indio. Tradujo después una obra de Ardeshire Pakan al persa. Vuelto otra vez a Irán pasó de trabajar en la banca al Ministerio de Cultura. Allí comenzó a estudiar la historia y el folklore de Irán y la literatura occidental, traduciendo numerosos autores al persa.
En sus últimos años, viviendo los problemas sociopolíticos del momento, Hedayat se dedicó a criticar las causas de los males que afectaban a Irán: la monarquía y el clero; por medio de sus historias condenó la ceguera y sordera de la nación a los abusos de estos dos poderes. Sintiéndose alienado por quienes le rodeaban, en especial por sus colaboradores, Hedayat reflejó la melancolía y desesperación de las víctimas de la discriminación y represión en su última obra publicada, El mensaje de Kafka.
Sadeq Hedayat se suicidó en París el 9 de abril de 1951 inhalando gas monóxido de carbono en un departamento que habría alquilado. Su cuerpo fue encontrado dos días después por la policía.
Sus restos reposan en el cementerio de Père-Lachaise.

## Obra
Sadeq Hedayat dedicó su vida al estudio de la literatura occidental, con profundo interés por la obra de Guy de Maupassant, Antón Chéjov, Rainer Maria Rilke, Edgar Allan Poe y Franz Kafka (tradujo al persa La metamorfosis), así como también se dedicó al aprendizaje e investigación de la historia iraní y de su folclore. A pesar de una corta vida literaria, Hedayat publicó una considerable cantidad de cuentos (por ejemplo, los agrupados en Enterrado vivo, 1930) y novelas breves, dos dramas históricos, una obra, un relato de viaje, una colección de parodias satíricas y bosquejos, todos poseídos de un incurable pesimismo. Sus escritos también incluyen numerosas críticas literarias, estudios del folclore persa y muchas traducciones del persa medio y del francés. Se le acredita haber llevado el lenguaje del persa moderno y su literatura a un plano destacado dentro de literatura contemporánea internacional, por lo que se le considera como el escritor más moderno de Irán, sin embargo, esta modernidad no fue una cuestión de racionalidad científica ni tampoco pura imitación de valores europeos.
Escritor, traductor y poeta iraní, es famoso por expurgar y fijar los Robaiyyat de Omar Jayyam. Entre sus obras destaca El búho ciego (1937), una de las novelas fundamentales de la literatura iraní del siglo XX, traducida también a veces como La lechuza ciega (Buf-e kur), celebrado por los surrealistas tras su aparición en francés. Fue traducido como La lechuza ciega en 1966 por Agustí Bartra para Joaquín Mortiz (México); otra traducción parcial apareció en el Anuario de filología (1975, número 1, pp 135-192), y recientemente en las editoriales Siruela e Hiperión.
La novela intenta reproducir una posible respuesta a lo que hipotéticamente experimentarían los muertos. Su protagonista, un pintor drogado y muerto, se traslada de la locura a la razón sin solución de continuidad ayudado por una complejo simbolismo. Cuando se escribió la novela estaba de moda el psicoanálisis de Freud, pero el autor va más allá y se aproxima a los arquetipos de Jung cuando todavía no era muy conocido (la virgen, la madre, la amante…) que aparecen como íncubos que lo poseen. Estos arquetipos y el inconsciente colectivo (que Hedayat describe como "la canalla") afloran desde el subconsciente del protagonista.

## Obras
- Novela
  - Enterrado vivo (زنده‌بگور, Zindeh be-gur, 1930), colección de 8 cuentos.
  - Sombra mongola (سایه مغول, Sayeh-ye Mughul, 1931).
  - Tres gotas de sangre (سه قطره خون, Seh qatreh jun, 1932).
  - Claroscuro (سایه روشن, Sayeh Rushan, 1933).
  - Señor Vau Vau (وغ‌وغ ساهاب, Vagh Vagh Sahab, 1933).
  - El búho ciego o La lechuza ciega (بوف کور, Buf-e Kur, 1937). Traducción al español de Zara Behnam y Xoán Abeleira, Hiperión, Madrid, 1992.
  - El perro vagabundo (سگ ولگرد, Sag-e Velgard, 1942).
  - Madame Alaviyeh (علویه خانم, Alaviyeh Janum, 1943).
  - Cotorreo (ولنگاری, Velengari, 1944).
  - Señor Haŷi (حاجی آقا, Ḥaŷi Aqa, 1945).
  - Mañana (فردا, Farda, 1946).
- Drama
  - Parvín, hija de Sassán (پروین دختر ساسان, Parvin dokhtar-e Sasan, 1931).
  - Maziyar (مازیار, Maziyar, 1933).
  - Fábula de la creación (افسانه آفرینش, Afsaneh-ye afarinesh, 1957).
- Estudios, crítica, misceláneo
  - Hombre y animal (انسان و حیوان, Ensan va hayvan, 1924).
  - Melodías de Jayyam (ترانه‌های خیام, Taranehha-ye Jayyam, 1934).
  - Muerte (مرگ, Marg, 1937).
  - Chaikovski (چايكووسكي, Chaykuvski, 1940).
  - Nuevos caminos en la poesía persa (شيوه هاي نوين در شعر فارسي, Shivehha-ye Novin Dar She'r-e Parsi, 1940).
  - Historia de Naz (داستان ناز, Dastan-e Naz, 1941).
  - El mensaje de Kafka (پيام كافكا, Payam-e Kafka, 1948).

## Películas sobre Hedayat
En 1987, Raúl Ruiz hizo el largometraje La Chouette aveugle en Francia: una adaptación suelta de la novela de Hedayat The Blind Owl. Sus innovaciones formales llevaron a los críticos y cineastas a declarar a la película como la joya más bella del cine francés de la última década.
El último día y la noche de Hedayat se adaptaron al cortometraje, The Sacred and the Absurd, dirigido por Ghasem Ebrahimian, que se presentó en el Festival de Cine de Tribeca en 2004.
En 2005, el director de cine iraní Khosrow Sinai realizó un docudrama sobre Hedayat titulado Goftogu ba saye = Hablando con una sombra. Su tema principal es la influencia de películas occidentales como Der Golem, Nosferatu y Drácula en Hedayat.
En 2009, Mohsen Shahrnazdar y Sam Kalantari hicieron un documental sobre Sadegh Hedayat llamado From No. 37.